# آلفين بولوك
آلفين بولوك هو سياسي كندي، ولد في 18 سبتمبر 1906 في كندا، وتوفي في 14 مارس 1993. حزبياً، نشط في حزب الائتمان الاجتماعي في ألبرتا ‏. وقد انتخب عضو الجمعية التشريعية ألبرتا.